# Протей (супутник)
Проте́й (англ. Proteus, грец. Πρωτεύς), також відомий як Нептун VIII, є другим за величиною супутником Нептуна, його найбільшим внутрішнім супутником. Він названий на честь Протея — морського бога з грецької міфології, що змінює форму. Протей обертається навколо Нептуна майже по екваторіальній орбіті на відстані близько 4,75 екваторіальних радіусів планети.
Незважаючи на те, що його діаметр більший 400 км, Протей має неправильну форму з декількома злегка увігнутими гранями рельєфу, висотою 20 км. Його поверхня темна, нейтральна за кольором та покрита великою кількістю кратерів. Найбільший кратер має діаметр понад 200 км.
Протей, ймовірно, сформувався не одночасно з Нептуном; він, можливо, утворився пізніше з уламків тіла, зруйнованого при захоплені Нептуном супутника Тритона.

## Відкриття
Протей був відкритий на знімках, що були отримані з космічного апарата «Вояджер-2» під час прольоту Нептуна 1989 року. Супутнику було присвоєно тимчасове позначення S/1989 N 1.